# Witold Rodziński
Witold Rodziński (ur. 5 października 1918 we Lwowie, zm. 18 grudnia 1997) – polski dyplomata, historyk i sinolog, ambasador PRL w Londynie (1960–1965) i Pekinie w okresie tzw. rewolucji kulturalnej (1966–1969).

## Życiorys
Od 1927 przebywał w USA. W latach 1942–1945 służył w armii amerykańskiej. W czerwcu 1945 ukończył Columbia University. W latach 1946–1947 pracownik ONZ radca w Ministerstwie Spraw Zagranicznych (1947–1948). Od 1947 mieszkał w Polsce. Od 1950 pracownik Instytutu Kształcenia Kadr Naukowych i Instytutu Nauk Społecznych przy KC PZPR, kandydat nauk historycznych od 1953. W latach 1953–1954 pracownik Wyższej Szkoły Pedagogicznej w Warszawie. W latach 1954–1956 pracownik Instytutu Orientalistyki PAN. W latach 1956–1957 pracownik Ambasady Polskiej w Pekinie, następnie 1958–1960 dyrektor departamentu MSZ. W okresie 1960–1964 ambasador PRL w Wielkiej Brytanii, 1966–1969 ambasador w Chinach. Od 1958 był docentem na Wydziale Historycznym Uniwersytetu Warszawskiego, z końcem lutego 1971 odszedł na rentę inwalidzką.
Autor monumentalnej „Historii Chin”, wydanej również po angielsku jako „Walled Kingdom: A History of China from Antiquity to the Present”.
Syn znanego polskiego dyrygenta Artura Rodzińskiego.

## Wybrane publikacje
- Kształtowanie się imperializmu amerykańskiego. Polityka zagraniczna imperializmu amerykańskiego w latach 1900-1914, cz. 2, Warszawa: Zarząd Główny Polskiego Związku Niewidomych 1952.
- Ruch robotniczy w Stanach Zjednoczonych w latach 1918-1939: (stenogram wykładu wygłoszonego w Szkole Partyjnej przy KC PZPR), Warszawa: Szkoła Partyjna przy KC PZPR. Katedra Historii Międzynarodowego Ruchu Robotniczego 1953.
- Agresja amerykańska w Chinach w latach 1945-1949, Warszawa: "Książka i Wiedza" 1956.
- (redakcja) Dzieje Chin: zarys, red. Szang Jüe; przekł. z chiń. Bogumił Dąbrowski [et al.]; oprac. wstęp i przypisy Witold Rodziński, Warszawa: PWN 1960.
- Historia Chin, Wrocław: Zakład Narodowy im. Ossolińskich 1974 (wyd. 2 przejrz. i rozsz. - 1992).
- (przekład) Stanisław Ossowski, The foundations of aesthetics, transl. from the Pol. by Janina and Witold Rodziński; the preface by Stefan Nowak, Warszawa: Polish Scientific Publ. - Dordrecht - Boston: D. Reidel Publ. Company 1978.
- A history of China, vol. 1, Oxford: Pergamon Press 1979.
- Chiny w ogniu: rewolucja w latach 1925-1927, Wrocław: Zakład Narodowy im. Ossolińskich 1983.
- The walled kingdom: a history of China from 2000 BC to the present, London: Fontana Paperbacks 1984.
- The People's Republic of China: a concise political history, New York: Free Press 1988.
- The People's Republic of China: reflections on Chinese political history since 1949, London: Fontana Press 1989.